# Eerdgronden
Eerdgronden zijn in de Nederlandse bodemclassificatie alle moerige gronden en minerale gronden met een humusrijke bovengrond (de minerale eerdlaag, een Ap of Ah horizont). Bovendien bevindt zich binnen 40 cm geen kalkhoudend vast gesteente.
Deze minerale eerdlaag is doorgaans het gevolg van een eeuwenlange geleidelijke ophoging met humushoudend materiaal door de mens. Op de pleistocene zandgronden werd hiervoor plaggenmest gebruikt. In West-Nederland werd bagger uit sloten gebruikt. De Nederlandse geoloog Winand Staring, grondlegger van de bodemkunde, beschreef dit in 1856: Door eeuwen achtereen, steeds met datzelfde aanbrengen van heidezoden voort te gaan, heeft men deze bouwlanden aanmerkelijk verhoogd en den bouwgrond tot een dikte van twee of meer ellen vermeerderd. En over de brede sloten in de omgeving van Oudkarspel merkte Staring op: dat water levert de vruchtbare bagger op waarmede de akkers, tot het telen van groenten voor de Amsterdamsche markt, aanhoudend worden gemest en tevens opgehoogd.

## Onderverdeling
De eerdgronden worden in drie suborden ingedeeld op basis van de dikte van de donkere bovengrond en de grondwaterhuishouding: 
- dikke eerdgronden - deze zijn ontstaan door menselijke invloed, zoals het ophogen met humushoudend materiaal en herhaalde diepe grondbewerking,
- hydro-eerdgronden -  eerdgronden met een dunne A-horizont (< 50 cm) en voortdurend of periodiek hoge grondwaterstanden, en
- xero-eerdgronden - eerdgronden met een dunne A-horizont (< 50 cm), diepe grondwaterstanden en goede natuurlijke ontwatering.

De eerdgronden worden verder onderverdeeld in groepen en subgroepen:
- dikke eerdgronden
  - enkeerdgronden - oude bouwlandgronden op essen (enken)
    - bruine enkeerdgronden - enkeerdgronden met een bruine minerale eerdlaag
    - zwarte enkeerdgronden - enkeerdgronden met een zwarte minerale eerdlaag

  - tuineerdgronden - opgebaggerde gronden in het westen van Nederland
    - tuineerdgronden - zavel- en kleigronden met een dikke humushoudende bovengrond
- hydro-eerdgronden
  - moerige eerdgronden - gronden met een moerige (veenachtige) bovengrond of een moerige tussenlaag
    - plaseerdgronden - moerige eerdgronden met een niet-gerijpte ondergrond
    - broekeerdgronden - moerige eerdgronden met een gerijpte ondergrond of met een zandondergrond

  - hydrozandeerdgronden - laaggelegen zandgronden met nauwelijks of geen podzolvorming, o.a. in beekdalen 
    - bruine beekeerdgronden - hydrozandeerdgronden met een bruine minerale eerdlaag
    - gooreerdgronden - hydrozandeerdgronden die geen roest in het profiel hebben
    - zwarte beekeerdgronden - hydrozandeerdgronden met een donkere zwarte minerale eerdlaag

  - hydroklei-eerdgronden - zavel- en kleigronden met een donkere humusrijke bovengrond, o.a. in droogmakerijen en in West-Friesland
    - liedeerdgronden - hydrokleieerdgronden met tussen 40 en 80 cm diepte een moerige laag dikker dan 40 cm
    - tochteerdgronden - hydrokleieerdgronden met een niet-gerijpte ondergrond
    - woudeerdgronden - hydrokleieerdgronden met een matig dikke A
    - leekeerdgronden - hydrokleieerdgronden met een dunne A
- xero-eerdgronden
  - xerozandeerdgronden - weinig voorkomende hooggelegen zandgronden met nauwelijks of geen podzolvorming
    - akkereerdgronden - xerozandeerdgronden met een matig dikke A (30–50 cm dik)
    - kanteerdgronden - xerozandeerdgronden met een dunne A (< 30 cm dik)

  - xeroklei-eerdgronden - zeer weinig voorkomende zavel- en kleigronden met een donkere bovengrond en een goede interne drainage
    - hofeerdgronden - zavel- en kleigronden met een A < 50 cm dik.

In de eerste druk van de bodemclassificatie voor Nederland (1966) werden ook nog krijteerdgronden onderscheiden. Krijteerdgronden waren ingedeeld in de suborde xero-eerdgronden, groep krijteerdgronden. Deze gronden worden in de herziene versie van de classificatie (1989) aangeduid als krijtvaaggronden.
In de Amerikaanse classificatie (Soil Taxonomy) worden deze bodems geclassificeerd als mollisolen.
World Reference Base for Soil Resources: Acrisol · Alisol · Andosol · Anthrosol · Arenosol · Calcisol · Cambisol · Chernozem · Cryosol · Durisol · Ferralsol · Fluvisol · Gleysol · Gypsisol · Histosol · Kastanozem · Leptosol · Lixisol · Luvisol · Nitisol · Phaeozem · Planosol · Plinthosol · Podzol · Regosol · Retisol · Solonchak · Solonetz · Stagnosol · Technosol · Umbrisol · Vertisol

USDA Soil Taxonomy: Alfisol · Andosol · Aridisol · Entisol · Gelisol · Histosol · Inceptisol · Mollisol · Oxisol · Spodosol · Ultisol · Vertisol

Nederlandse bodemclassificatie: Veengronden · Podzolgronden · Brikgronden · Eerdgronden · Vaaggronden